# Jean-Louis Kuffer
 (juin 2021).
Pour les articles homonymes, voir Kuffer.
Jean-Louis Kuffer, né le 14 juin 1947 à Lausanne, est un journaliste, critique littéraire et écrivain suisse. 

## Biographie
Jean-Louis Kuffer, né à Lausanne en 1947, a entrepris des études de lettres à l’université de Lausanne avant de se lancer dans le journalisme.  Il a fait ses débuts de chroniqueur littéraire à La Tribune de Lausanne, en 1969, avant de travailler en journaliste libre à La Liberté de Fribourg, au magazine Construire, à la Gazette de Lausanne et à la Radio suisse romande, notamment. Il a aussi publié divers articles dans le Magazine littéraire et dans le Monde des livres. Il a en outre dirigé la collection Contemporains aux éditions L’Âge d’Homme, de 1976 à 1994. 
De 1983 à 1989, il fut responsable des pages culturelles du quotidien Le Matin, à Lausanne, puis responsable des pages littéraires de 24 Heures, de 1989 à 2012. 
Critique littéraire, Jean-Louis Kuffer est également écrivain, diariste, romancier et essayiste. Après un premier récit à caractère autobiographique, Ô terrible, terrible jeunesse! Cœur vide!, publié en 1973 aux éditions L’Âge d’Homme, il a confié au même éditeur Le pain de coucou en 1983, qui évoque son enfance partagée entre les cultures romande et alémanique, et obtint le Prix Schiller en 1984. 
Dans la suite de ses récits autobiographiques s’inscrivent aussi Le cœur vert, publié à L’Âge d’Homme en 1994, Les Bonnes dames (Campiche, 2006) et L’Enfant prodigue, paru en 2011 aux éditions d’autre part.
Cofondateur, en 1992, de la revue littéraire Le Passe-Muraille, Jean-Louis Kuffer s’est éloigné des éditions L’Âge d’Homme en 1994, pour rejoindre Bernard Campiche chez lequel il a publié huit ouvrages dont le premier Par les temps qui courent, a obtenu le prix Rod en 1995 avant d’être réédité aux éditions Le Passeur avec une préface de Jacques Chessex. 
Chez Bernard Campiche ont paru un premier « roman virtuel », intitulé Le viol de l’ange, déclaré « livre fondateur » par le même Jacques Chessex, et les deux premiers volumes d’une suite de carnets à l’enseigne commune des Lectures du monde : L’Ambassade du papillon en 2000 (Prix Bibliomedia) et Les Passions partagées en 2004 (Prix Paul Budry). Trois volumes de la même série de carnets suivront avec Riches heures (L’Âge d’homme, 2009), Chemins de traverse (Olivier Morattel, 2012) et L’échappée libre (L’Âge d’Homme, 2014). 
Très actif en tant que passeur de littérature, Jean-Louis Kuffer a publié trois recueils d’entretiens avec des figures majeures de la culture suisse romande : l’éditeur Vladimir Dimitrijević (Personne déplacée, paru chez Favre en 1985), l’historien Alfred Berchtold (La Passion de transmettre, à la Bibliothèque des arts en 1997) et  Pierre-Olivier Walzer (Le Paladin des lettres, à la Bibliothèque des arts en 1999), ainsi qu’un essai d’histoire littéraire retraçant un siècle d’édition, Impressions d’un lecteur à Lausanne, paru chez Campiche en 2007. Plus récemment, en 2018, c’est à Paris, chez Pierre-Guillaume de Roux, que Les jardins suspendus a rassemblé les lectures et rencontres du chroniqueur littéraire, salué par la critique romande et française. 
Au double titre de nouvelliste et de poète en prose, Jean-Louis Kuffer a donné libre cours à sa fantaisie dans les « fugues helvètes » du Sablier des étoiles (Campiche, 1999) les nouvelles du Maître des couleurs (Campiche, 2001) et les variations érotico-lyriques de La Fée Valse (L’Aire, 2017). Sur un ton plus incisif, l’essayisdte a déployé sa verve critique dans son dernier livre paru à ce jour, Nous sommes tous des zombies sympas, paru chez Pierre-Guillaume de Roux en 2019.
Depuis 2005, Jean-Louis Kuffer publie un blog littéraire intitulé Carnets de JLK, sur la plateforme Hautetfort, comptant aujourd’hui plus de 5000 textes. Il est également très actif sur le réseau social Facebook et, avec l’aide du concepteur Joël Pizzotti, il a publié quelque 1750 textes sur le nouveau site littéraire du Passe-Muraille, sous l’égide de Wordpress où il publie la plupart de ses textes récents.    

## Publications
- Ô terrible, terrible jeunesse, cœur vide !, L'Âge d’Homme, Lausanne, 1973.
- Le Pain de coucou, L'Âge d’Homme, Lausanne, (1983) 1985.
- Richard Aeschlimann, dédale de l'angoisse, L'Âge d’Homme, Lausanne, 1985.
- Personne déplacée, Entretiens avec Vladimir Dimitrijević, Pierre-Marcel Favre, Lausanne, 1986
- Le Cœur vert, L'Âge d’Homme, Lausanne, 1993.
- Par les temps qui courent, (Bernard Campiche, 1995) Le Passeur/Cecofop, Nantes, 1996.
- La Passion de transmettre, Entretiens avec Alfred Berchtold, La Bibliothèque des Arts, Lausanne, 1997.
- Le Viol de l'Ange, Bernard Campiche, Yvonand, 1997.
- Le Paladin des lettres, Entretiens avec Pierre-Olivier Walzer, La Bibliothèque des Arts, Lausanne, 1999.
- Le Sablier des étoiles, Fugues helvètes, Bernard Campiche, 1999.
- L'Ambassade du papillon : Lectures du monde, carnets 1993-1999, Bernard Campiche, 2000.
- Le Maître des couleurs, Nouvelles. Bernard Campiche, 2001.
- Les Passions partagées : Lectures du monde, carnets 1973-1992, Bernard Campiche, 2004.
- Les Bonnes dames, Récit. Bernard Campiche, 2006.
- Impressions d'un lecteur à Lausanne, Bernard Campiche, 2007.
- Riches Heures : Lectures du monde, carnets 2005-2008, L'Âge d’Homme, 2009.
- L'Enfant prodigue, éditions d'Autre part, Genève, 2011.
- Chemins de traverse : Lectures du monde, carnets 2000-2005. Olivier Morattel éditeur, 2012.
- L'Échappée Libre : Lectures du monde, carnets 2008-2013, L'Âge d'Homme, 2014.
- La Fée Valse : Proses poétiques. Éditions de l'Aire, 2017
- La maison dans l'arbre. Poèmes irréguliers 1966-2018, Le Cadratin, Vevey, 2018.
- Les jardins suspendus, lectures et rencontres 1968-2018. Éditions Pierre-Guillaume de Roux, 414p. Paris, 2018.
- Nous sommes tous des zombies sympas. Éditions Pierre-Guillaume de Roux, Paris, 2019, 208p.

### En préparation
(juillet 2021).
- Mémoire vive. Carnets 2013-2019. Sixième volume de la série intitulée Lectures du monde, après L’Ambassade du papillon (prix Bibliomedia), Les Passions partagées (prix Paul Budry), Chemins de traverse, Riches Heures et L’Échappée libre. Prêt à l’édition. Index éventuel à ajouter. Environ 350p.
- Le Temps imparti. Carnets 2020-202*. Septième volume des Lectures du monde. Environ 400p en juin 2021. En chantier.
- Prends garde à la douceur. Suite méditative et poétique en trois parties. Pensées de l’aube, Pensées en chemin, Pensées du soir. Environ 200p. En chantier.
- Czapski le juste. Essai sur le peintre et écrivain polonais que l’auteur a bien connu, fréquenté et admiré. Prêt à l’édition. 150p.
- Le Rêveur solidaire. Chroniques 2017-2021. Un choix tiré des 125 chronique publiées à l’enseigne de Bon Pour la Tête, de 2017 à 2021, avec des dessins de Matthias Rihs. Environ 200 pages. Prêt à l’édition.
- Le Grand Tour. Carnets volants. Cinquante ans de notes de voyage en Italie, en Espagne, en Pologne, au Congo, aux États-Unis, au Japon, etc. Environ 250p. Prêt à l’édition.
- La chambre de l’enfant, poèmes. Deuxième élément d’une trilogie inaugurée par La Maison dans l’arbre, paru, en 2018 au Cadratin. Prêt à l’édition.
- Le chemin sur la mer. Poèmes. Dernier élément de la trilogie. Prêt à l’édition.
- Les Tours d’illusion. Roman panoptique. Suite du Viol de l’ange, 25 ans après. Environ 350p. En chantier.
- Panopticon. Listes et proses poétiques. En chantier.

## Distinctions
- 1984 : prix Schiller pour Le Pain de coucou, L'Âge d'Homme, 1983.
- 1996 : prix Édouard-Rod pour Par les temps qui courent, Bernard Campiche, 1995.
- 2001 : prix Bibliomedia Suisse pour L’Ambassade du Papillon : carnets 1993-1999, B. Campiche, 2000.
- 2006 : prix de Littérature de l'État de Vaud

## Littérature
- Vladimir Dimitrijević : Personne déplacée. Entretiens avec Jean-Louis Kuffer, P.-M. Favre, Lausanne/Paris 1986